# Eropó
Eropó (en llatí Eropon) era un oficial de confiança del rei Perseu de Macedònia a qui aquest va enviar l'any 168 aC per negociar amb Èumenes II de Pèrgam una aliança contra els romans.
Titus Livi diu que anteriorment ja havia fet feines secretes pel rei. El seu nom en grec podria ser exactament Κρυφῶντα.